# 寒川郡 (香川県)
- 令制国一覧 > 南海道 > 讃岐国 > 寒川郡
- 日本 > 四国地方 > 香川県 > 寒川郡

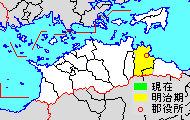
香川県寒川郡の範囲

寒川郡（さんがわぐん）は、香川県（讃岐国）にあった郡。

## 郡域
1878年（明治11年）に行政区画として発足した当時の郡域は、現在の行政区画では概ね以下の区域に相当する。
- さぬき市（昭和を除く）
- 東かがわ市（五名）

## 歴史

### 古代

#### 郷
『和名類聚抄』に記される郡内の郷。
- 富田郷
- 石田郷
- 長尾郷
- 造田郷
- 神前郷
- 鶴羽郷
- 志度郷（多和郷）
- 鴨部郷

#### 式内社
『延喜式』神名帳に記される郡内の式内社。
| 神名帳             | 神名帳         | 神名帳 | 神名帳         | 比定社                   | 比定社                     | 比定社     | 集成 |
| 社名               | 読み           | 格     | 付記           | 社名                     | 所在地                     | 備考       | 集成 |
| ------------------ | -------------- | ------ | -------------- | ------------------------ | -------------------------- | ---------- | ---- |
| 寒川郡 5座（並小） |                |        |                |                          |                            |            |      |
| 志太張神社         | シタハリノ     | 小     |                | 志太張神社               | 香川県さぬき市鴨部         |            |      |
| 布勢神社           | フセノ         | 小     |                | （論）布勢神社           | 香川県さぬき市寒川町石田西 |            |      |
| 布勢神社           | フセノ         | 小     | （論）造田神社 | 香川県さぬき市造田       |                            |            |      |
| 神前神社           | カムサキノ     | 小     |                | （論）神前神社           | 香川県さぬき市寒川町神前   |            |      |
| 神前神社           | カムサキノ     | 小     | （論）春日神社 | 香川県さぬき市寒川町神前 |                            |            |      |
| 神前神社           | カムサキノ     | 小     | （論）男山神社 | 香川県さぬき市寒川町神前 |                            |            |      |
| 多和神社           | タワノ         | 小     |                | （論）多和神社           | 香川県さぬき市志度         | 讃岐国三宮 |      |
| 多和神社           | タワノ         | 小     | （論）多和神社 | 香川県さぬき市前山       |                            |            |      |
| 多和神社           | タワノ         | 小     | （論）鶴羽神社 | 香川県さぬき市津田町鶴羽 |                            |            |      |
| 多和神社           | タワノ         | 小     | （論）大森神社 | 香川県さぬき市津田町鶴羽 | 天満宮境内社               |            |      |
| 大蓑彦神社         | オホミノヒコノ | 小     |                | 大蓑彦神社               | 香川県さぬき市寒川町石田東 |            |      |
| 凡例を表示         |                |        |                |                          |                            |            |      |

### 近代
- 明治初年時点では全域が高松藩領であった。『旧高旧領取調帳』に記載されている明治初年時点に存在した村は以下の通り。（27村）

志度村、鴨部下庄村、鴨部中筋村、鴨部東山村、小田村、津田村、鶴羽村、富田東村、田面村、南川村、富田中村、富田西村、石田東村、石田西村、神前村、乙井村、東末村、西末村、野間田村、是弘村、宮西村、長尾西村、長尾東村、長尾名村、前山村、奥山村、五名山村
- 1871年（明治4年）
  - 8月29日 - 廃藩置県により高松県の管轄となる。
  - 11月15日 - 第1次府県統合により香川県（第1次）の管轄となる。
- 1873年（明治6年）2月20日 - 名東県の管轄となる。
- 1874年（明治7年） - 東末村・西末村が合併して末村となる。（26村）
- 1875年（明治8年）9月5日 - 香川県（第2次）の管轄となる。
- 1876年（明治9年）8月21日 - 第2次府県統合により愛媛県の管轄となる。
- 1878年（明治11年）12月16日 - 郡区町村編制法の愛媛県での施行により、行政区画としての寒川郡が発足。「大内寒川郡役所」が津田村に設置され、大内郡とともに管轄。
- 1881年（明治14年） -  「三木山田郡役所」の廃止により「大内寒川郡役所」が「大内寒川三木郡役所」に改組され、三木郡が管轄地域に加わる。
- 1888年（明治21年）12月3日 - 香川県（第3次）の管轄となる。

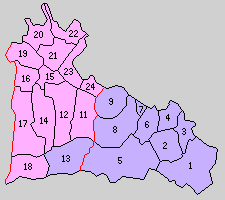
11.松尾村 12.富田村 13.五名山村 14.石田村 15.神前村 16.造田村 17.長尾村 18.多和村 19.志度村 20.鴨部下庄村 21.鴨部村 22.小田村 23.津田村 24.鶴羽村（桃：さぬき市 紫：東かがわ市。1 - 9は大川郡）

- 1890年（明治23年）2月15日 - 町村制の香川県での施行により以下の町村が発足。特記以外は全域が現・さぬき市。（14村）
  - 松尾村 ← 田面村、富田東村
  - 富田村 ← 富田中村、富田西村、南川村
  - 五名山村（単独村制。現・東かがわ市）
  - 石田村 ← 石田西村、石田東村
  - 神前村（単独村制）
  - 造田村 ← 野間田村、乙井村、是弘村、宮西村
  - 長尾村 ← 長尾西村、長尾東村、長尾名村、前山村
  - 奥山村（単独村制）
  - 志度村 ← 志度村、末村
  - 鴨部下庄村（単独村制）
  - 鴨部村 ← 鴨部東山村、鴨部中筋村
  - 小田村、津田村、鶴羽村（それぞれ単独村制）
- 1898年2月11日（2町12村）
  - 志度村が町制施行して志度町となる。
  - 津田村が町制施行して津田町となる。
- 1899年（明治32年）4月1日 - 郡制の施行により大内郡・寒川郡の区域をもって大川郡が発足。同日寒川郡廃止。

## 行政
大内・寒川郡長
| 代 | 氏名 | 就任年月日                 | 退任年月日         | 備考 |
| -- | ---- | -------------------------- | ------------------ | ---- |
| 1  |      | 明治11年（1878年）12月16日 |                    |      |
|    |      |                            | 明治14年（1881年） | 廃官 |

愛媛県大内・寒川・三木郡長
| 代 | 氏名 | 就任年月日         | 退任年月日                | 備考         |
| -- | ---- | ------------------ | ------------------------- | ------------ |
| 1  |      | 明治14年（1881年） |                           |              |
|    |      |                    | 明治21年（1888年）12月2日 | 香川県に移管 |

香川県大内・寒川・三木郡長
| 代 | 氏名 | 就任年月日                | 退任年月日                | 備考                           |
| -- | ---- | ------------------------- | ------------------------- | ------------------------------ |
| 1  |      | 明治21年（1888年）12月3日 |                           |                                |
|    |      |                           | 明治32年（1899年）3月31日 | 山田郡との合併により三木郡廃止 |